# Internet Theatre Database
O Internet Theatre Database (ITDb) é uma base de dados online com informações sobre peças de teatro, dramaturgos, atores, teatro legítimo, teatro musical, shows da Broadwaye e informações teatrais semelhantes.